# Les Lilas
Les Lilas település Franciaországban, Seine-Saint-Denis megyében. Lakosainak száma 23 262 fő (2022. január 1.). Les Lilas Párizs, Párizs 19. kerülete, Le Pré-Saint-Gervais, Pantin, Romainville és Bagnolet községekkel határos.

## Népesség
A település népességének változása:
| Lakosok száma | 22 819 | 22 964 | 23 119 | 23 045 | 23 402 | 23 447 | 23 276 | 23 469 | 23 262 |
|               | 2013   | 2015   | 2016   | 2017   | 2018   | 2019   | 2020   | 2021   | 2022   |